# ALL COVERS BEST
《ALL COVERS BEST》，是日本樂團可苦可樂的翻唱專輯。2010年8月25日限量發行40萬張。

## 簡介
可苦可樂的首張翻唱專輯。翻唱曲目包括他們從出道前在街頭演唱的尾崎豐的《I LOVE YOU》、好友絢香的代表作《三日月》等25首日本國內外的著名歌曲。
雙CD，限定40萬張發行，紀念可苦可樂的唱片公司日本華納音樂創業40週年。限定盤A和限定盤B各20萬張，附送的特典有所不同。不論在專輯的命名、封面和規格上都和2006年的精選輯《ALL SINGLES BEST》（銷量已超過300萬張的超大熱專輯）類似。
專輯內的曲目《永遠不變的愛》被用作佐佐木希主演的每日放送·TBS系電視劇《相撲女孩》的主題曲，其他曲目則被用作劇集的插曲，使劇集每週都有不同的插曲。
專輯首週獲得Oricon公信榜冠軍，銷量超過29萬張，創下了歷代翻唱專輯最高的初動銷量紀錄。 很快所有40萬張專輯已全部售罄。

## 收錄曲目
括號內為原唱者

### DISC1
1. 奇蹟的地球 （桑田佳祐&Mr.Children）
2. I LOVE YOU （尾崎豐）
3. 永遠不變的愛 （織田哲郎）
4. Superstition （史提夫·汪達）
5. Alone again （吉爾伯特·奧沙利文）
6. 遠距離戀愛的副歌 （T-BOLAN）
7. 另一個星期六 （濱田省吾）
8. The Thrill is gone （B·B·金）
9. Lovin' you （渡邊美里）
10. 就這樣結束 （小谷美紗子）
11. The Only Thing That Looks Good on Me Is You （布萊恩·亞當斯）
12. California Sun （雷蒙斯）
13. ANSWER （槙原敬之）

### DISC2
1. What a Wonderful World （路易斯·阿姆斯特朗）
2. 三日月 （絢香）
3. Desperado （老鷹樂隊）
4. Pink Prisoner （UNICORN）
5. 乘著氣球上天空 （THE BOOM）
6. ON MY BEAT （BOØWY）
7. If It Makes You Happy （雪兒·克羅）
8. Layla （德雷克和多米諾樂團）
9. 畢業寫真 （荒井由實/Hi-Fi Set）
10. 命運船沙羅號出發 （The Cobra Stars）
11. The Love We Make （Sing Like Talking）
12. 幸福的燈光（玉置浩二）

## 外部連結
- 唱片介紹